# Małgorzata Kordowicz
Małgorzata Patrycja Kordowicz (ur. 28 listopada 1974 w Warszawie) – polska rabinka.

## Życiorys
Urodziła się i wychowała w Warszawie; jest córką Jerzego Kordowicza. Absolwentka II Liceum Ogólnokształcącego im. Stefana Batorego w Warszawie (matura 1993). W 2005 roku ukończyła studia w Zakładzie Hebraistyki Uniwersytetu Warszawskiego. Pracowała jako lektorka i nauczycielka języka hebrajskiego, zarówno na swojej alma mater, jak i na Uniwersytecie Marii Skłodowskiej-Curie w Lublinie i w Wielokulturowym Liceum Humanistycznym im. Jacka Kuronia w Warszawie.
Podjęła studia w Żydowskim Seminarium Teologicznym (The Jewish Theological Seminary) w Nowym Jorku, które ukończyła w 2016, uzyskując smichę rabinacką. Tym samym, Małgorzata Kordowicz została pierwszą polską rabinką. Aktualnie posługuje w warszawskiej Gminie Wyznaniowej Żydowskiej.
Wydała dwie książki: Sfatenu / Nasz język oraz hebrajsko-polski modlitewnik dla dzieci, będący pierwszym żydowskim modlitewnikiem dla dzieci, wydanym w Polsce od czasu II wojny światowej (modlitewnik dla dorosłych został wydany w 2005 roku przez rabina Sachę Pecarica).